# Châtillon (Rodan)

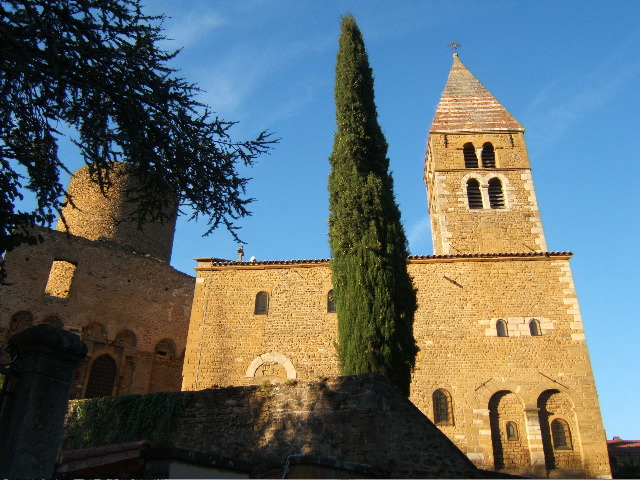
Kaplica zamkowa w Châtillon, 2005

Châtillon – miejscowość i gmina we Francji, w regionie Owernia-Rodan-Alpy, w departamencie Rodan. Jej burmistrzem jest od 2008 Bernard Marconnet.
Według danych na rok 1990 gminę zamieszkiwało 1591 osób, a gęstość zaludnienia wynosiła 149 osób/km² (wśród 2880 gmin regionu Rodan-Alpy Châtillon plasowało się wtedy na 537. miejscu pod względem liczby ludności, natomiast pod względem powierzchni na miejscu 1069.).